# Форголань
Форголань (раніше — Дівичне; угор. Forgolány) — село в Пийтерфолвівській сільській громаді Берегівського району Закарпатської області України.
Для мешканців села і околиць було незрозумілим походження назви села. Тому вони придумали декілька красивих історій. Зокрема, згідно однієї, село отримало назву від дівчини, яку, за тільки їй властиву манеру повертатися, назвали «Forgolany».
Інша версія така. На тому місці, де тепер село, текла колись Тиса, була глибока вода з багатьма водовертями. Там жив один мисливець, який мав красуню доньку. Одного разу вона хотіла набрати води з Тиси, нахилилася з відрами, щоб зачерпнути води, послизнулася і впала в річку. Хвиля підхопила її і потягла у водяну крутіль. Дівчина почала кричати, звати на допомогу. Її почув хлопець, що був недалеко. Підбіг до річки, побачив дівчину у водовороті, голосно закричав по- мадярськи: «Форог о лань! Форог о лань!». Мовляв, дівчина крутиться. Врятувати її не вдалося. З часом Тиса зміліла, змінила русло, там де були водокруті, стало сухо. Пізніше на цьому місці виросло село. Люди пам’ятали цей випадок з дівчиною і на її честь село назвали Форголань.

Село вперше згадується в 1320 році як Folgram. Свою назву село отримало від свого колишнього власника, угочанського шляхтича Forgolan, який, ймовірно, був фламандським поселенцем.
- Згідно версії Іштвана Сабо, назва села пішла від прізвища Форголан (Фургулан), який був одним із фламандських колоністів - госпітів, пізніше став угорським дворянином.
Вперше в 1300 році зустрічаємося із Домокошом - сином Форголана, який разом із іншими дворянами виступав з протестом проти відчуження від дворянських двох немешських поселень: Шашвара і Бонни.
З 14 століття село заселене угорцями.
Село дало багато знаменитих сімей. Так, в XIV столітті це Форголаньфолві, в ХУ – Балінт, Бене, Форголані, Кеке, Мартон, Нодь, Сокалош, Салош, Сивке, Тормо, Освальд; в XVI столітті – Чотої, Доболезі, Дьєрдь, Колловш, Кіраль, Горват.
В 1567 році Берецк Форкош мав півпорти (половину наділу) Форголані , Деметер мав одного слугу. В 1672 році землевласниками були Чотов Гергей, Нодь Ференц. В 1754-1755 роки – Бенце Йожеф, Бенце Дьєрдь, Гогоро Пал, брати Ковачі – Йожеф, Дьєрдь і Ласлов, Немешані Ференц, Шупан Іштван, Сейкель Мігаль, Тушо Пал. В 1775 році Гогоро Пал мав двох желярів і одного желяра без житла. Ком’яті Жигмонд та Ком’яті Йозеф мали по одному желяру, Ковач Ласлов також одного желяра, Ошват Йожеф – трьох желярів, вдова Тушо Пала та Вінце Дьєрдь - по одному желяру.
Під час татарської навали в 1717 році з села взяли в полон 44 немешів та 38 простолюдинів. Вдалося повернутися 30 немешам та 3 селянам. Село стало відомим під час визвольної війни Ференца Ракоці ІІ. Тут загін лабанців зазнав нищівної поразки. Село було заселено русинами у 17-18 століттях.

Про школу відомо, що в 1880-1881 навчальному році в ній було 49 дітей. Як описує в своїх спогадах Оцил Ласлов, перший шкільний інспектор Угочанщини, навчання велося в страхітливих умовах: мале, низьке приміщення, в якому під час уроків собака ганявся за кішкою.
В 1891 році церковна реформатська громада збудувала нову школу (53 кв.м). Класна кімната завдовжки 7,5м, завширшки 7м та заввишки 3м. Першим вчителем був Лойош Імре (1880-1881), відповідного диплому не мав, але був порядним викладачем.
Під час чехословацької доби в 1925 році діє угорська школа (вчитель Фовріш Йосип), в 1935 році вчителем працює Шкултеті Андор. В 1939-1944-х роках реформатська народна школа, в якій вчителює Оссоні Йожефний (дошлюбне прізвище Корош Ленке).
В листопаді 1938 року, після першого Віденського арбітражу, Форголань приєднано до Угорщини. Вдалося знайти достовірну інформацію про село, біровом (головою) якого був призначений Ковач Лойош, реформаторським священиком служив Оссоні Іштван, директором школи – Ямніцкі Йожеф.
Всього землевласників нараховувалося 38 чоловік. Найбільша кількість землі була у сімей Бікі, Сабов, Тушо. А от ремісниками були теслярі Борбей Онтол, Кінчеш Янош, Орос Шандор; швець - Семак Лойош, коваль - Нодь Альберт, кравець - Кінчеш Гейза, власник млина - Товт Шандор. Крамарі – Молнар Бейла, Шварц Мартон, Вінце Шандор, корчмарі Вайс Кароль, Вінце Шандор.

## Релігія
Реформаторський храм -
Згідно протоколів форголанської реформатської громади, в 1736 році в селі було 340 душ в материнській церкві. Церква, на 450 сидячих місць, ймовірно, була збудована між 1780-м і 1800-м роками. Навколо церкви вже втой час був парк. Він згорів у 1844 році та був відновлений у 1854 році. Ремонти і покращення були здійснені в 1907, 1927 і 1979-х роках, навколо церкви встановили металеву огорожу. Останні роботи здійснювалися під керівництвом голови громади Ференца Семака та Імре Бечке.
В церкві форголанської реформатської громади є два дзвони, восьмирегістровий орган і один електроорган. Обслуговує громаду пастор Карло Етвеш.
Дзвіниця. XIX або поч. XX ст.
Це угорське село з реформатським храмом, але і тут є греко – католицька громада (на початок XX ст. налічувала 125 осіб), якій належить стародавня дерев’яна дзвіниця.
У 1995 р. розпочато спорудження мурованої церкви. У 1999 споруду добудували і вкрили. На черзі роботи в інтер’єрі.

## Туристичні місця
- Дзвіниця. XIX або поч. XX ст.
- Реформаторський храм - 1854 рік
- канали

## Населення
Згідно з переписом УРСР 1989 року чисельність наявного населення села становила 835 осіб, з яких 405 чоловіків та 430 жінок.
За переписом населення України 2001 року в селі мешкало 866 осіб.

### Мова
Розподіл населення за рідною мовою за даними перепису 2001 року:
| Мова       | Відсоток |
| ---------- | -------- |
| угорська   | 97,19 %  |
| українська | 2,58 %   |
| російська  | 0,11 %   |